# Muhlenbergia spiciformis
Muhlenbergia spiciformis là một loài thực vật có hoa trong họ Hòa thảo. Loài này được Trin. mô tả khoa học đầu tiên năm 1845.